# Сара Сампайю
Сара Сампайю (порт. Sara Sampaio; нар. 21 липня 1991) — португальська топ-модель та акторка.

## Біографія
Здобула популярність у 2007 році після перемоги на португальському конкурсі моделей Cabelos Pantene 2007, який проходив під егідою компанії Procter & Gamble. Після цього почала фотографуватися для обкладинок різних модних журналів, практично не з'являючись при цьому на подіумі. 
У 2012 році була обрана обличчям бренду нижньої білизни Calzedonia, у цьому ж році стала обличчям бренду Replay разом з Іриною Шейк і бренду Blumarine разом з Адріаною Ліма. У 2013 році з'являється на обкладинці першого номера журналу GQ-Португалія.
У 2014 році стала першою португальською моделлю, запрошеною для зйомок журналу Sports Illustrated.
У різний час брала участь в показах: Victoria's Secret, Blumarine, Kevork Kiledjian, Armani, Asos, Calzedonia, Replay, Moschino. Часто з'являється на обкладинках модних журналів, серед яких GQ, Elle, Vogue, Glamour і Sports Illustrated.
У 2013 і 2014 і 2015 роках була запрошена на підсумковий показ компанії «Victoria's Secret». З квітня 2015 року — одна з «ангелів» Victoria's Secret

## Нагороди
- Найкраща модель Португалії, Portuguese Golden Globes Fashion Awards 2011
- Найкраща модель Португалії, Vogue Portugal Fashion Awards 2011
- Найкраща модель Португалії, Portuguese Golden Globes Fashion Awards 2012
- Найкраща модель Португалії, Vogue Portugal Fashion Awards 2012[10]
- Модель-відкриття 2013 року за версією журналу ¡Hola![11]
- Найкраща модель Португалії, Portuguese Golden Globes Fashion Awards 2014
- 2014 Rookie of the Year, Sports Illustrated Swimsuit Issue
- Найкраща модель Португалії, Portuguese Golden Globes Fashion Awards 2015[12]